# Hitchenia
Genre
Classification APG III (2009)
Hitchenia est un genre de plantes à fleurs de la famille des Zingiberaceae présente en Birmanie, décrit et dessiné pour la première fois en 1834 par Nathaniel Wallich, botaniste danois. Il ne contient qu'une seule espèce.

## Liste d'espèces

### SelonWorld Checklist of Selected Plant Families(WCSP)(20 sept. 2011)[1]
- Hitchenia glauca Wall. (1834 publ. 1835)

### SelonNCBI(18 juil. 2010)[2]
- Hitchenia glauca

### SelonITIS(18 juil. 2010)[3]
- Hitchenia caulina (J. Graham) Baker

## Espèces aux noms synonymes, obsolètes et leurs taxons de référence
Selon World Checklist of Selected Plant Families (WCSP) (20 sept 2011) :
- Hitchenia careyana Benth. (1883) = Larsenianthus careyanus (Benth.) W.J.Kress & Mood
- Hitchenia caulina (J.Graham) Baker (1890) = Curcuma caulina J.Graham, (1839).
- Hitchenia musacea Baker, (1892) = Stachyphrynium latifolium (Blume) K.Schum. (1902).
- Hitchenia roscoeana (Wall.) Benth. & Hook.f., (1883) = Curcuma roscoeana Wall., (1829).